# برنو بيليساري
برنو بيليساري (24 مارس 1985 بأومواراما في البرازيل - ) هو لاعب كرة قدم برازيلي في مركز الوسط. لعب مع أتلتيكو باراناينسي ونادي تشينايين ونادي شريف تيراسبول.

## روابط خارجية
- برنو بيليساري على موقع قاعدة بيانات كرة القدم.إي يو (الإنجليزية)
- برنو بيليساري على موقع Soccerway.com (الإنجليزية)